# Rio Bravo (Teksas)
Rio Bravo je grad u američkoj saveznoj državi Teksas. Prema popisu stanovništva iz 2010. u njemu je živjelo 4.794 stanovnika.